# غواصة كيلو
غواصة كيلو، هو لقب تعريف الناتو للغواصة التي تعمل بالديزل والكهرباء الغواصة التي يتم صنعها في روسيا، وعينت النسخة الأصلية من المشروع (877 Paltus) في روسيا. هناك أيضا نسخة أكثر تقدما، تسمى الغواصة في الغرب طراز كيلو المحسنة أو مشروع 636 فارشافيانكا في روسيا.

## دورها
والغرض من هذه الغواصات أساسا لمكافحة السفن والعمليات المضادة للغواصات في المياه الضحلة نسبيا، وقد تم تجهيز المشروع 877 الأصلية بنظام السونار أم جي ك 400 (مع لقب تعريف الناتو القرش جيل)، والذي يتضمن الكشف عن الألغام وتجنب سونار (MG-519)، وقد تم تجهيز المشروع 636 الأحدث بنظام السونار أم جي ك 400 محسن، وقد خفضت نظم السونار المحسن عدد المشغلين التي يحتاجها تقاسم نفس وحدة التحكم عن طريق التشغيل آلي.
البلاط كاتمة للصدى يتم تركيبها على أغلفة وزعانف لامتصاص الموجات الصوتية للسونار النشط، مما يؤدي إلى انخفاض وتشويه للإشارة العودة، هذه البلاطات تساعد أيضا في تخفيف الأصوات التي تنبعث من الغواصة، وبالتالي تقليل نطاق الذي قد يتم الكشف فيه عن الغواصة بواسطة السونار السلبي.

## مواصفات
هناك عدة أنواع من فئة كيلو. المعلومات الواردة أدناه هي أصغر وأكبر عدد من المعلومات متاحة لجميع الأنواع الثلاثة من الغواصة.
- الإزاحة
  - 2,300-2,350 طن على السطح
  - 3,000-4,000 طن المغمورة
- الأبعاد
  - طول: 70-74 متر
  - العرض 9.9 متر
  - الغاطس: 6,2-6,5 متر
- السرعة القصوى
  - على السطح 10-12 عقدة (18-22 كم / ساعة)
  - مغمورة 17-25 عقدة (31-46 كم / ساعة)
- لدفع: ديزل، كهربائي
- أقصى عمق: 300 متر
- المدى
  - 6000 ميل بحري (11000 كم) في سرعة 7 عقدة (13 كم / ساعة) ،(14000 كم) مشروع 636
  - 45 يوما بدون الصعود إلى سطح البحر
- التسليح
  - لدفاع الجوي: SA-N-8 أو 8 SA-N-10 ارض-جو 
  - ستة 533 ملم أنابيب طوربيد و طوربيد تكهفي و-24 لغم بحري
  - صواريخ كلوب مضادة للسفن والغواصات
- لطاقم: 52
- السعر 250-300 مليون دولار

## المشغلين
- الجزائر: 4 كيلو 877 و 4 كيلو 636 [1]
- الصين: 2 كيلو 877، 10 كيلو 636.
- بولندا: 1 كيلو
- إيران: 3 كيلو
- رومانيا: 1 كيلو
- روسيا: 20 كيلو في الخدمة الفعلية
- فيتنام: 6 كيلو-636 ووقع العقد في عام 2009